# Oh Santa!
Oh Santa! è una canzone interpretata dalla cantautrice statunitense Mariah Carey, primo singolo estratto dall'album natalizio Merry Christmas II You, che è stato pubblicato il 2 novembre 2010. Il brano è stato presentato in anteprima il 1º ottobre sul sito AOL Music, ed è stato inviato alle radio e reso disponibile per il download digitale l'11 ottobre.
La canzone è stata scritta dalla Carey con Jermaine Dupri e Bryan-Michael Cox. Si tratta di uno dei quattro brani inediti che sono stati scritti dalla Carey appositamente per l'album Merry Christmas II You.
Del brano esiste anche una versione mixata con All I Want for Christmas Is You, intitolata Oh Santa! All I Want for Christmas Is You che è stata pubblicata come singolo su iTunes il 17 dicembre 2010.

## Video musicale
Il marito di Mariah Carey Nick Cannon ha confermato tramite Twitter che il video musicale è stato girato il 6 ottobre 2010 nella loro casa di Los Angeles, ma ha smentito le voci che lo indicavano come regista del video, che è stato invece diretto da Ethan Lader.
Il video è stato presentato in anteprima il 1º novembre sul sito Access Hollywood.

## Classifiche
La canzone ha debuttato direttamente alla posizione numero 1 nella classifica di Billboard Holiday Digital Songs ed alla numero 12 nella classifica Adult Contemporary Songs, segnando l'esordio più alto della Carey in questa classifica in vent'anni di carriera. La settimana successiva il brano conquista la posizione numero 1. Nella classifica americana il brano debutta al numero 100.

## Altre versioni
Il 4 dicembre 2020 è stata pubblicata una nuova versione della canzone, la quale vede la partecipazione delle cantanti Ariana Grande e Jennifer Hudson.

### Successo commerciale
Grazie a 6,3 milioni di riproduzioni in streaming, 1,7 milioni di audience radiofonica e 10 000 copie, Oh Santa! è rientrato nella Billboard Hot 100 alla 76ª posizione nella pubblicazione del 19 dicembre 2020.

### Classifiche
| Classifica (2020-22) | Posizione massima |
| -------------------- | ----------------- |
| Corea del Sud        | 99                |
| Croazia              | 25                |
| Germania             | 53                |
| Irlanda              | 76                |
| Regno Unito          | 50                |
| Stati Uniti          | 76                |
| Svezia               | 64                |
| Svizzera             | 90                |